# Прва руска антарктичка експедиција
Прва руска антарктичка експедиција одржана је 1819–1821 под руководством Фабијана Белингсхаузена и Михаила Лазарева. Експедиција је имала за циљ да стигне до Јужног океана како би доказала или оповргла постојање сумњивог седмог континента, Антарктика. Шлупа Восток је била под командом Белинсхаузена, док је Лазарев командовао шпљупом Мирни. Све у свему, група се састојала од 190 људи.
Због изузетне журбе у опремању пловидбе (наредба је издата 15. марта, а полазак је 4. јула 1819. године) било је немогуће окупити научни тим. Тако су скоро сва научна посматрања у областима географије, етнографије и природне историје водили официри и једини научник на броду, ванредни професор Иван Михајлович Симонов, који је предавао на Царском Казанском универзитету. Сликар почетник, Павел Михаилов, ангажован је да прикаже догађаје, пејзаже и биолошке врсте на које се сусрећемо током експедиције. Његове слике Јужних Шетландских острва коришћене су у енглеским једриличарским правцима до 1940-их.
Руска антарктичка експедиција завршила је потпуним успехом и постала је друга експедиција која је опловила Антарктик након експедиције Џејмса Кука пола века раније. Од 751 дана експедиције, 527 је провео на мору; укупна дужина руте била је 49.860 наутичких миља. Током 127 дана експедиција је била изнад 60° јужне географске ширине; посада се девет пута приближила обали Антарктика, четири пута ближе од 13–15 km са континента. На мапи Антарктика која се појавила приказано је око 28 објеката, а откривено је и именовано 29 острва у високим јужним географским ширинама и тропима.
Резултати експедиције објављени су на руском језику 1831. године у два тома са цртежима примењеним у атласу. Кратак извештај је објављен у Немачкој 1842. Године 1945., поларни истраживач Франк Дебенхам је уредио и издао пун енглески превод једине Белинсхаузенове књиге.

## Планирање и организација

### Позадина
Антарктичка експедиција Белингхаузена и Лазарева била је опремљена отприлике у исто време када и слична експедиција на Арктик коју су водили Михаил Васиљев и Глеб Шишмарјев на палубама Открите и Благонамерени . Педесетих година 20. века историчари су поставили питање ко је покренуо две руске експедиције на високим северним и јужним поларним ширинама. У то време преовладавало је мишљење да су 1810-их Адам Јохан фон Крузенштерн, Гаврил Саричев и Василиј Головнин независно представили два пројекта. Напротив, енглески писци су веровали да је план дошао од министра поморских снага, Жан Баптист Траверсаи. Ову теорију су промовисали Хју Роберт Мил, библиотекар Краљевског географског друштва, и Френк Дебенхам, директор Института за поларна истраживања Скота на Универзитету у Кембриџу . Иван Михајлович Симонов, астроном и шеф експедиције Белинсхаусен, тврдио је да је руски цар Александар I тај који је покренуо путовање.
Према Тамиксару и Т. Кику, 1818. године Александар I је био веома заинтересован за резултате Коцебуовог путовања око света на палуби Рјурик . У септембру је цар затражио детаљан извештај о експедицији. Извештај је припремио Крузенштерн, који је Траверсеју послао и рукопис свог чланка о првом покушају Василија Чичагова 1765–1766 да досегне високе арктичке географске ширине. Траверсаи је тада успео да заинтересује цара – Крузенштерн је о томе известио 26. Јануара.
Крузенштерн је видео да је влада расположена за слање државне научне експедиције на Антарктик. Коцебуова открића у северном делу Тихог океана обезбедила су репер за достизање Арктичког океана кроз Берингов мореуз . У свом извештају Траверсеју, Крузенштерн је навео и Белингхаусена као потенцијалног кандидата за шефа експедиције. До јануара 1819. цар је одобрио овај план, иако је уместо њега за шефа експедиције постављен Глеб Шишмарјев.
У том контексту, није јасно како је експедиција постала глобална и како је настао план истраживања и јужног поларног региона. У 18. и 19. веку сваки покушај да се дође до хипотетичког јужног континента диктиран је географским теоријама које су у то време биле у моди. Једна популарна теорија је сматрала да велике копнене масе северне хемисфере треба да буду избалансиране на јужној хемисфери ; у супротном би се Земља могла преврнути. 
Дана 17. јануара 1773. Џејмс Кук је постао први навигатор који је прешао Антарктички круг током свог другог обиласка. Међутим, када је достигао 67°15′ south latitude, суочио се са непремостивим морским ледом. У јануару 1774. Кук је достигао 71°10′ south latitude, али га је поново зауставио морски лед. Иако Кук никада није порицао постојање јужног континента, мислио је да је немогуће доћи до њега.
Крузенштерн је потпуно веровао Куковом ауторитету и директно је изјавио да је чувени енглески морепловац „сахранио“ идеју о Терра Аустралис. Убрзо по Коцебуовом повратку, 30. јул [по јулијанском 18. јул] 1818. Крузенштерн је председнику Санкт Петербуршке академије наука Сергеју Уварову представио свој пројекат о истраживању пацифичког региона у појасевима на 20° северно и јужно од екватора. Циљ пројекта је био истраживање неоткривених архипелага и окончање Доба открића. Он је предложио да се пројекат реализује као заједничко улагање академије и Министарства поморских снага. Крузенштерн је такође поменуо овај пројекат у свом предговору извештају о експедицији Коцебуа из 1821. године.
Као резултат ове историје, Тамиксаар и Киик су закључили да је, поред политичких циљева, Траверсеј покренуо ову експедицију како би надмашио резултате Куковог путовања. То посредно показује и чињеница да Траверси није разговарао о јужном поларном пројекту ни са једним од искусних океанских навигатора који су му били подређени. Такође, неке белешке на француском и руском језику са изводима из описа Куковог путовања и проценом плана за слање две шпијуне – једне на Арктик и друге на Антарктик – чувају се у Траверсејевим личним папирима у Архива руске државне морнарице . Министар је касније затражио од Саричева, који је био у лошим односима са Крусенстерном и Коцебуом, да изради препоруке за детаљан план. Ове анонимне белешке не помињу појмове као што су „Северни пол“ или „Јужни пол“.
Дана 22. јануар [по јулијанском 10. јануар] 1819. , Траверсаи се састао са царем Александром I. Од 2014. није било докумената о почетној фази пројекта двоструке експедиције. Пројекат је можда био тајан. Коначно, 12. април [по јулијанском 31. март] 1819. , цар је лично потписао наредбу којом је овластио 100.000 рубаља за финансирање експедиције. Истовремено, Крузенштерн је Траверсеју послао детаљно писмо од Хагудија које имплицира да није био обавештен о преговорима који се воде у високим круговима моћи. Према Траверсејевим личним документима, министар је лично формулисао географске циљеве обе експедиције. Касније су ове ставке укључене у упутства објављена у Белинсхаузеновом извештају. Вероватно је главни консултант био Саричев.
Због недостатка документарних доказа, готово је немогуће утврдити зашто је експедиција тако журно опремљена, зашто је финансирање удвостручено или зашто су послата четири брода уместо два. Дана 15. фебруар [по јулијанском 3. фебруар] 1819. , Траверсаи је потписао наредбу о формирању експедиције у име цара. У Траверсејевим документима јединице су назване „дивизије“.  Према доступним подацима, Крузенштернова улога у планирању и формирању експедиције била је минимална. 

### Циљеви
Експедиције Васиљев-Шишмарјев и Белинсхаузен-Лазарев биле су треће и четврто руско обилажење које је организовала и финансирала држава. Оба одреда су се сусрела у Портсмуту са шипом Камчатка, која се враћала у Санкт Петербург са другог обиласка под командом Василија Головнина . Васиљевљев одред прешао је екватор пет дана раније од Белинсхаусена.
Булкелеи је касније одбацио теорију да је експедиција била у потпуности научна. Према његовим речима, разлике између циљева морнарице и трговачке флоте биле су замагљене. Тврдио је да је Крузенштернова експедиција носила комерцијалне терете и стручњаке Руско-америчке компаније, чак и током Првог руског обиласка. Од 23 обиласка која су обављена за време владавине Александра I, половина је била комерцијална. 
Булкелеи је сугерисао да су руско обилажење значајно утицало на развој Аљаске и политику изолационизма у Хаијину и Сакокуу . Експедиција Муловског која је првобитно била планирана под владавином Катарине Велике била је реакција на прво путовање Џејмса Кука у северном делу Пацифика. Војно-политички циљеви одредили су опрему експедиција Васиљева и Белингсхаузена. После Бечког конгреса, руско-британски односи су се значајно погоршали. Тако је сер Џон Бароу 1817. изразио забринутост да ће Русија бити прва земља која ће отворити северозападни пролаз.
Године 1818. појавиле су се гласине да је Бароу планирао двоструку експедицију са четири брода да би стигао до пола и из Беринговог и из Дејвисовог мореуза . Када је Александар I чуо за Бароуове планове, наредио је да се шупе хитно опреми и пошаљу.  Међутим, контраадмирал Лев Митин је приметио да је Белингхаусенова експедиција била експлицитно научна и да није подразумевала циљеве територијалног проширења.  Према Булкелеију, недостатак политичких циљева у програму експедиције не значи ништа јер ни упутства Адмиралитета за британску арктичку експедицију Фредерика Вилијама Бичија, Вилијама Парија и Џона Роса из 1818–1819. године, као ни Френклинова изгубљена експедиција из 184485–18 нису написана.  Тако је Булкелеи тврдио да би без икаквих политичких циљева експедиција била много мање ефикасна.
Министарство поморских снага објавило је упутство које је цар потписао 22. маја. Најважније тачке су биле:
- Шљупе су требале да прођу кроз Енглеску и Канарска острва пре него што наставе ка Бразилу ;
- Крећући се ка острву Јужна Џорџија, експедиција је требало да заобиђе Јужну Џорџију и Јужна Сендвич острва са источне стране и напредује што је могуће даље на југ;
- Експедиција је тада требало да „употреби све могуће напоре и највећи напор да се постигне што ближе Полу, да тражи непознате земље, а не напушта овај подухват осим него уз непремостиве препреке“;
- По завршетку првог арктичког лета, експедиција би стигла до Порт Џексона ( Сиднеј);
- Из Аустралије би експедиција отпловила у воде Тихог океана, истраживала острва која је Коцебу истраживао и „спроводила запажања о другим суседима, од којих су становници првог поменутог“;
- После друге посете Аустралији, „поново се упутите на југ у далеке географске ширине; наставите и ... наставите истраживање на прошлогодишњем примеру са истом одлучношћу и истрајношћу, а остали меридијани ће запловити да обиђу земаљску куглу, окрећући се на саму висину са које је дивизија кренула“;
- Коначно, након успешно обављеног задатка, експедиција је требало да се врати у Русију.

### Опрема и особље

#### Команданти и посада
Судећи по расположивим архивским документима, именовање команданта био је веома компликован процес. Траверсаи је стално одлагао своју одлуку по том питању. 27. марта објављени су налози о именовању Шишмарјова и Лазарева. Лазарев је добио команду над шљунком Мирни . Лазарев брат Alexei Lazarev служио је као поручник на Благонамереном . Коначно, 4. маја Васиљев је постављен за команданта друге дивизије. У почетку, Траверсаи је желео да именује Makar Ratmanov као шеф Јужне (прве) дивизије.  По наређењу од почетка маја (које се чува у Руском државном архиву Ратне морнарице), Ратманов је требало да буде на челу Северне (друге) дивизије, али је његово име касније прецртано. Крузенштерн је тврдио да је Белингхаусеново именовање у потпуности засновано на заслугама. Међутим, Белинсхаузен је изјавио да своје место дугује препоруци Ратманова.  
У то време, Белинсхаузен је служио као капетан 2. ранга и командант фрегате Flora у Севастопољу. Његов налог о именовању објављен је 4. маја. У Санкт Петербург је стигао 23. маја, вероватно сам, на тарантасу . 16. јуна добио је инструкције и преузео шљупу под своју команду. Поред средстава која је издала благајна за путовања на поштанским коњима и железницом, добио је и бонус од 1.000 рубаља.  Након именовања, Белинсхаузен је добио бродску благајну од 10.000 сребрних рубаља за непредвиђене трошкове.
Официри и посада експедиције су регрутовани као добровољци. Међутим, постојали су строги критеријуми за избор: савршено здравље, старост која не прелази 35 година, знање које превазилази било коју специјалност или вештину на броду и, на крају, способност доброг пуцања из пушака.  На броду Восток је било шест официра, укључујући Ivan Zavadovsky, Arkady Leskov, Konstantin Torson, лекар Јакоб Берг, астроном Иван Михајлович Симонов и сликар Pavel Mikhailov . У експедицији је било и 36 подофицира, артиљераца и занатлија (укључујући 4 официра батинаша) и 71 морнара из first и second article . У Мурнију је радило пет официра, међу којима су били Михаил Аненков, Иван Купрејанов, лекар Галкин и јеромонах Дионисије, ангажовани на инсистирање министра поморских снага, као и 22 подофицира, артиљерца, слуга и 45 морнара првог и другог члана.
Посада је добила издашну награду – још пре одласка на море, Белингхаузен је од цара добио 5.000 рубаља, Лазарев 3.000, а сви официри и редови су добијали годишњу плату која се „није рачунала“. Цар је наредио да се плата повећа за осам пута, иако је стандардна плата морнара из првог члана била 13 рубаља 11 копејки годишње. Међутим, Белинсхаузен никада није поменуо конкретне износе у својим извештајима. Михман Новосилски је тврдио да је повећана плата исплаћена само два пута, у сребру; остали износи су плаћени у асигнацијским рубљама што је увећало додатак за 250%. Поред тога, официри и научници су добили 30 златних Dutch chervonets Russian coinage рате за храну месечно, што је износило 70 сребрних рубаља. 

#### Експедицијски бродови
За експедицију су биле опремљене две шпијуне, Мирни и Восток . Нема много доступних података о овим пловилима. Године 1973. С. Луцхиннинов је направио апстрактне дизајне оба брода, на основу сачуваних цртежа из 19. века. Восток је изградио бродоградитељ Ivan Amosov, који је радио у Петрозаводу 1818 . под командом Veniamin Stokke . Према Белингсхаусену, Восток је био тачна копија шпијуне Камчатка, чији је прототип, заузврат, била фрегата са 32 топа коју је дизајнирао француски инжењер Jacques Balthazar Brun de Sainte‑Catherine . Восток је поринут 16. јула 1818. године и имао је депласман од 900 тона, дужине 129 ft 10 in (39,57 m) и ширине 32 ft 8 in (9,96 m) . У исто време, шипа је имала претерано велики јарбол: главни јарбол од кобилице био је 136 ft (41 m) висока.
Друго пловило, Мирни, било је истог типа као Благонамерени из друге дивизије, а настало је у Кронштату као поморски теретни брод по имену Ладога . Након преименовања, пловило је модернизовано за потребе експедиције. Његова дужина је достигла 120 ft (37 m) и његова ширина 30 ft (9,1 m) . Брод је имао депласман од 530 тона; више је личио на пловило из Кукове експедиције. Свака шипа је носила четири или пет отворених чамаца различитих величина, од чамаца са четири реда до шест или осморедних чамаца.
Восток је био опремљен са шеснаест топова од 18 фунти постављених на батеријској палуби и осталих дванаест каронада од 12 фунти на Спардеку. У то време се веровало да су каронаде ефикасније за сукобе са пиратима или домородачким кануима. Мирни је имао шест каронада и 14 пушака од три фунте. Док је био усидрен у Британији, пушка палуба батерије је затворена. Већина посаде била је смештена за ноћ у привезаним висећим мрежама на батеријској палуби, док су официрске кабине и чета посаде били смештени на крми брода.
Један од главних циљева Беллингсхаусена био је да осигура да шипе остану заједно током експедиције. Поморски квалитет пловила је био другачији, а Лазарев је сматрао да је Восток брод који „очигледно није спреман за такву експедицију због малог капацитета и малог простора како за официре, тако и за посаду”. Белинсхаузен је тврдио да је Траверсеј изабрао Восток само зато што је Камчатка већ завршила обилазак, иако је њен капетан Головнин извештавао о незадовољавајућим квалитетима брода. Поред превелике висине јарбола, Восток је имао и неуспешан уређај за управљање, недовољно чврст труп од сировог дрвета, отворе мале висине на горњој палуби и друге проблеме.
Непосредно пред пловидбу, подводни део Востока био је обложен бакарним лимовима. Испоставило се да је његов труп преслаб за пловидбу у поларним водама, а посада је током експедиције стално морала да га ојачава и поправља. До краја путовања, чаура је била у тако лошем стању да је Белинсхаузен морао да заврши експедицију месец дана раније него што је планирано. Лазарев је био задужен за опремање шпијуна јер је Белинсхаузен именован само 42 дана пре поласка. За себе је изабрао брод Мирни, који је вероватно изградио бродоградитељ Yakov Kolodkin у Лодејном Полу и дизајнирао Ivan Kurepanov . Лазарев је успео да подводни део брода опреми другим (леденим) покривачем, да борови точак замени храстовим и додатно ојача труп. Једини недостатак брода била је мала брзина. 

#### Залихе и услови живота
Беллингсхаусен је одлучио да узме на брод залихе на двије године, иако су војни бродови обично садржавали залихе само шест мјесеци. Према званичним извештајима, било је четири тоне сувог грашка, седам тона овса и хељде, 28 тона јунећег меса, 65,8 тона крекера (зрнатих и киселих), доста киселог купуса (у извештају се наводи само запремина буради) и 3.926 литара вотке.  Иако је првобитно било планирано да се користи "суви бујон" или концентрат за супу, то није било могуће јер се концентрат након кључања није осушио. Беллингсхаусен је именовао добављаче сушеног хлеба, меса и купуса појединачно због високог квалитета њихових намирница.  Број намирница није био довољан, а посаде су морале да купе додатних 16 тона жита и рума у Рио де Жанеиру . Експедиција је такође допунила своје залихе у Данској и Аустралији. Куповали су и 1,3 килограма дувана по особи, што одговара 1,5 модерних цигарета дневно. Дуван је допуњен у Рију на почетку и на крају експедиције. Не постоји детаљан опис одредби за Восток и Мирни, али постоје записи за Благонамерени и Откритие . Највероватније су одредбе биле идентичне за обе дивизије.
Према Булклију, стандардне одредбе у британској краљевској морнарици премашиле су руске; међутим, у пракси су одредбе често биле смањене колико год је то било могуће. Године 1823. Краљевска морнарица је преполовила износе својих резерви. Пошто су руски бродови проводили доста времена у лукама, њихови команданти су увек куповали свежу храну. Ова пракса је опширно документована у званичним извештајима експедиције. У Копенхагену у јулу 1819, Белинсхаузен је повећао оброк меса на један инч говедине дневно и једну чашу пива по особи, да би побољшао војни морал и физичке способности.  Да би спречили избијање скорбута, донели су чорбу од слада, есенцију четинара, лимун, сенф и меласу. На броду је било само 196 килограма шећера, а служио се за велике празнике, као што су Божић или Царски имендан . Редовно дневно пиће посаде био је чај, а залихе су освежене у Лондону и Рију. 
Обични чланови посаде снабдевали су се из благајне. По инвентару сваки човек добија: душек, јастук, платнено ћебе и четири чаршафа; четири униформе, два пара кошуља и шест пари ланених панталона, четири комплета водоотпорне одеће (панталоне и јакна), капут, једна крзнена капа и две капе, једна наутичка капа, три пара чизама (једна са фланелском поставом), осам пари вунених чарапа и 11 ланених платна. Све у свему, опремање 298 чланова посаде коштало је 138.134 рубаља. Трошкови су равноправно подељени између Адмиралитета и Министарства финансија. Беллингсхаусен је бринуо о здрављу посаде, и увек је куповао свеже производе у свакој луци. Тим је редовно прао, а трудили су се да задрже људе на горњој палуби до заласка сунца, да проветре и осуше препуне палубе батерија. Белинсхаузен је забранио физичко кажњавање на броду Восток, али нема доказа да ли је исто важило и за Мирног.

### Научна опрема

#### Опрема и упутства
Одељење Адмиралитета је направило списак свих потребних књига и инструмената који су били потребни за дивизије Белингхаузен и Васиљев. У бродским библиотекама налазили су се руски описи експедиција које су водили Саричев, Крузенштерн, Лисјански, Головнин. Француски опис Куковог трећег путовања такође је похрањен у библиотеци пошто његово прво издање није било у Министарству поморских снага. Већина описа страних путовања, укључујући и оно које је водио Џорџ Ансон, била је доступна у француским преводима. Посада је набавила и наутичке алманахе за 1819. и 1820. годину, водиче за навигацију, хидрографију и магнетизам, као и сигналне књиге. Новац је такође додељен за куповину књига у Лондону, укључујући алманах за 1821. и мапе са нових путовања (укључујући и бразилска). Беллингсхаусен је такође купио светски атлас који је објављен 1817. и атлас Аустралије Метјуа Флиндерса из 1814. године. Током њиховог боравка у Копенхагену, купио је и књигу о магнетизму Кристофера Ханстина (1819). На основу овог рада, посада је извршила потрагу за Јужним магнетним полом.
Астрономски и навигациони инструменти су наручени унапред, али није све било испоручено када су Белинсхаузен, Симонов и Лазарев отпутовали у Лондон у августу 1819. Беллингсхаусен је поменуо куповину инструмената од стране Арона Ароузмита. Одлучено је да се иде ван оквира буџета, па су екипе купиле и два хронометра проналазача Џона Арнолда (№ 518 и 2110) и два – Paul Philipp Barraud (№ 920 и 922), рефрактори од три и четири стопе са ахроматским сочивима, рефлектујући телескоп од 12 инча, а за Симонова – транзитни инструмент и индикатор положаја. Понављање кругова Едварда Тротона показало се незгодним за употребу на мору. За 'Восток' су купили секстанте Троугхтона и Петера Доллонда; официри су својим новцем купили део инструмената. Термометри су дизајнирани са Реаумур скалом која се користи у Русији, али Симонов је такође користио температурну скалу Фаренхајта . Беллингсхаусен је такође поменуо инклинометар, који је користио на копну. Капетан је купио дубокоморски термометар. Међутим, није могао да добије инструмент Пендулум за истраживање гравиметрије.

#### Проблеми са природњаком
Функције naturalist у обиласку обично распрострањена на свим областима знања које нису захтевале математичке прорачуне астронома или официра-навигатора. Дужности природњака експедиције укључивале су не само опис свих нових врста животиња и биљака, већ и култура примитивних народа, геологију и глациолошке формације.  У упутствима Адмиралитетског одељења поменута су два немачка научника која су препозната као одговарајући кандидати: лекар Карл Хајнрих Мертенс, недавно дипломац Универзитета Мартин Лутер у Хале-Витенбергу, и доктор Густав Кунце са Универзитета у Лајпцигу . Ови научници је требало да стигну у Копенхаген до 24. јуна 1819. године. Мартенс је требало да се придружи Белинсхаузеновој дивизији, а Кунце би био додељен Васиљеву.  Међутим, када су дивизије 15. јула стигле у Копенхаген, испоставило се да су оба научника одбила да учествују због кратког времена „да припреме све што је потребно”. 
Инструменти и водичи које су експедиције донеле били су различитог квалитета. Белинсхаузен је приметио да је после смрти астронома Невила Маскелина поморски алманах изгубио прецизност, проналазећи не мање од 108 грешака у свесци из 1819.  Хронометри које је препоручио Џозеф Бенкс, који је промовисао интересе породице Џона Арнолда, били су неприкладни. Иста фирма је за Џејмса Кука поставила "веома лоше хронометре" који су били испред 101 секунде дневно. Булкелеи је квалитет хронометара на Востоку назвао „застрашујућим“. До маја 1820. хронометри на Мирном су били испред за 5-6 минута дневно. Године 1819, Вилијам Пари је провео пет недеља усаглашавајући своје хронометре у Гриничкој краљевској опсерваторији, док је Симонов посветио не мање од 40% свог времена посматрања калибрацији хронометара и утврђивању тачног времена. Дубокоморски термометар се покварио током друге употребе. Међутим, Белинсхаузен је тврдио да је то била грешка особља.  Ова питања су довела до мале забуне, не само на експедицијским бродовима већ иу Санкт Петербургу. Доступна је преписка између Траверсеја и министра народне просвете грофа Александра Николајевича Голицина, из које се може закључити да би научни тим на Востоку требало да чине природњак Мартенс, астроном Симонов и сликар Михајлов. 
О разлозима због којих се немачки научници нису придружили експедицији историчари су навелико расправљали. Касни позив је можда био диктиран условима тајности у којима је експедиција била опремљена. Према архивским подацима, одлуке у вези са немачким научницима донете су четири недеље пре рока за њихов долазак, а формална наредба је објављена тек 10. јула 1819. године, када је експедиција већ била у Балтичком мору. Такође, Кунзе је одбранио докторску дисертацију 22. јуна 1819. године и тешко да би пристао и могао да буде присутан у Копенхагену два дана након тога. У свом предговору за објављивање извештаја о експедицији Yevgeny Sсhvede је написао да су се научници „плашили предстојећих потешкоћа“. Булкелеи је напоменуо да је главни проблем непредвидљивост руске поморске бирократије.
Главни циљеви експедиције Белингсхаусен били су географска истраживања. Пошто је Симонов био једини професионални научник на броду, он је поред својих примарних дужности морао да прикупља и узорке биљака и животиња. Као резултат тога, Симонов је пренео активности сакупљања и таксидермије на Берга и Галкина, експедиционе лекаре. Симонов није увек био добар у ономе што је покушавао да уради. На пример, 5. октобра 1819. Симонов је задобио тешку опекотину док је покушавао да ухвати португалског ратног човека, иако га је Белинсхаузен упозорио. 
Према Булкелеиу, гравиметријска и океанографска посматрања више је спроводио Белинсхаузен него Симонов. За капетана су магнетна мерења била неопходна као значајан аспект навигације и географских посматрања, а не у чисто научне сврхе. За Симонова су новинарски и историографски разлози могли бити подједнако важни. Његови путописни часописи постали су прве публикације о експедицији, а серија о магнетним мерењима објављена је много касније. Приближно половина мерног материјала укључена је у чланак о магнетизму.

## Експедиција
Сви датуми су дати по јулијанском календару, разлика са грегоријанским календаром у 19. веку је износила 12 дана.

### Једрење у Атлантику (јул – новембар 1819)

#### Кронштат, Копенхаген, Портсмут
23. и 24. јуна 1819. године, цар и министар поморских снага посетили су палубе Восток, Мирни, Откритие и Благонамерени док су се опремале. Овом приликом радници су прекинули радове на преуређењу до одласка службеника. Дана 25. јуна, капетани Белинсхаузен и Васиљев позвани су на царску аудијенцију у Петерхоф.
Полазак је обављен 4. јула у 18 часова, а пропраћен је церемонијом током које су посаде узвикивале петоструко „наздравље“ и салутирале Кронштатској тврђави .  Четири брода су пловила као један одред до Рија. До 19. јула експедиција је провела недељу дана у Копенхагену, где је посада добила додатна упутства и сазнала да немачки природњаци неће учествовати у путовању. Шеф Краљевског данског архива наутичких карата, адмирал Поул де Лøвенøрн, снабдео је експедицију неопходним мапама и саветовао их да купе машину за десалинизацију . Експедиција је 26. јула стигла у Дил, а 29. јула стигла је до Спитхеда у Портсмуту. Шљупа Камчатка под командом Головина је већ била тамо, завршавајући своје обилазак.
Белингхаузен, Лазарев, официри и Симонов су 1. августа ангажовали дилижансу и отишли у Лондон, где су провели 9 дана. Главни циљ је био примање наручених књига, мапа и инструмената. Као резултат тога, није све набављено, а неке ствари су стигле само уз помоћ конзула Андреја Дубачевског. Реструктурирање Мирног и куповина конзервираног поврћа и пива одложили су експедицију у Портсмуту до 25. августа. 20. августа у Енглеску је стигао транспорт Кутузов Руско-америчке компаније. Завршавао је своје обилазак под командом Лудвига фон Хагемајстера .  
Експедиција је 26. августа отишла на Тенерифе са циљем да се опскрби вином и свежим залихама. Док су били у Енглеској, три морнара са брода Мирни задобила су полно преносиву инфекцију . Међутим, прогноза др Галкина је била повољна; на Востоку није било болесних. У Атлантику је успостављен радни ритам на шпијунама: посаде су биле подељене у три смене. Овај систем је омогућио морнарима да у случају нужде пробуде већ одморан део тима. По кишном и олујном времену, командири страже су добили инструкције да обезбеде да се „слуге“ пресвуку, а мокра одећа се одлаже ван стамбене палубе и суши на ветру. Средом и петком је био дан за купање (у ове дане у те сврхе је коришћен један котао на чамцу, који је омогућавао коришћење топле воде). Лежајеви су такође прани 1. и 15. у месецу. Генерално чишћење палубе обично се обављало у покрету два пута недељно, а током дужих боравака свакодневно. Дневна палуба је редовно проветравана и грејана „да би се разблажио ваздух“, а ако је време дозвољавало, посада је храну узимала на квартпалубама и прамцима, „да палубе не остављају влажне паре и нечистоће“.  10. септембра кроз капетанову кабину је провучена цев за одзрачивање. Ово је било да би полицајац и брокамера били суви. Позорник је био просторија на доњој палуби од крме до главног јарбола – или крмена кабина на средњој палуби – која је садржавала артиљеријске залихе, а броткамера је била просторија за чување сувих намирница, пре свега брашна и крекера. Одушка цев је била неопходна јер је брокамера процурила, а официрско брашно се смочило и иструлило. 

#### Тенерифе - Екватор
У 6 сати ујутро 15. септембра, бродови су ушли у луку Санта Круз де Тенерифе, где су остали шест дана. Симонов је са четири официра са обе палубе отишао до подножја вулкана Теиде, истражио ботаничку башту са Драцаена драцос и посетио сестре генерала Агустина де Бетанкура .  Међутим, главна одговорност астронома била је верификација хронометара. За ту сврху користио је кућу капетана Дон Антонија Родрига Руиза. Укрцана је залиха вина по цени од 135 талира за кундак.
Експедиција је пловила преко Атлантика брзином између 5,5 и 7 чворова, користећи северозападне пасате . Прешли су Тропик Рака 22. септембра, фиксирајући температуру ваздуха у подне на 20 °Ре (25. °C). 25. септембра, Белинсхаузен је искористио затишје да промени јарбол на Востоку како би смањио његову брзину и помогао да се два брода одрже заједно. За то време, руски морнари су посматрали летећу рибу, разгранате пиросоме и китове . 
Вруће затишје почело је 7. октобра. Тим је био исцрпљен врућином: у спаваћој палуби температура се одржавала на нивоу од 22,9 °Ре (28,6 °C). Према Белингсхаусену, ово је било исто време као у Санкт Петербургу. Међутим, ноћ није донела олакшање, а температуре ваздуха премашиле су температуру воде. Осмог октобра посаде су извеле океанографске мере: густину морске воде и њену температуру до дубине од 310 хвати. Добили су резултат 78 °F (26 °C) . Међутим, Белинсхаузен је сугерисао да је вода горњих слојева океана помешана у батометру са прикупљеним узорцима, што би искривило резултате. Такође су покушали да измере константну брзину екваторијалне струје. За то су користили бакарни котао од 8 канти који су потопили 50 хвати и добили резултат од 9 миља дневно. Морнари су 12. октобра могли да виде и гађају птице „ Северне буре “ што је сведочило о близини копна. 
Пловила су 18. октобра прешла екватор у 10 сати после 29 дана на мору. Белинсхаузен је био једина особа на броду Восток која је претходно прешла екватор, па је организовао церемонију преласка линије. Сви су пошкропљени морском водом, а да би се прославио догађај, свако је добио чашу пунча а, који су попили приликом поздрава.  Симонов је ову церемонију упоредио са „малом имитацијом Масленице “.

#### Прва посета Бразила
У октобру су јужни пасати смањили врућину, а ведро време је само погодовало астрономским посматрањима. Осим Белинсхаузена, Симонова, Лазарева и Завадовског, нико у одбору није имао вештине за навигацију и рад са секстантом. Тако су, с обзиром на обиље инструмената на броду, сви официри почели да уче навигацију. Дана 2. новембра 1819, у 17 часова, експедиција је стигла у Рио пратећи оријентир планине Пао де Ашукар, чију су слику имали у пловидбеним правцима. Пошто нико из посаде није говорио португалски, било је неких потешкоћа са језичком баријером. У то време, Откритие и Благонамерени су већ били у луци јер нису ишли на Канарска острва .  Дана 3. новембра, генерални конзул Русије Георг фон Лангсдорф, који је такође био учесник првог руског обиласка 1803–1806, састао се са посадом и отпратио официре до амбасадора генерал-мајора, барона Дидерика Туила ван Серооскерка. Следећег дана конзул је организовао да астрономи користе стеновито острво Радош где су Симонов, стражар Адамс и артиљерац Корниљев поставили транзитни инструмент и почели да усклађују хронометре. Генерално, Белинсхаузен није волео бразилску престоницу, помињући „одвратну неуредност“ и „одвратне радње у којима продају робове “.  Напротив, Симонов је тврдио да га Рио својом „кротошћу морала, раскоши и љубазношћу друштва и величанственошћу духовних поворки“ „подсећа на јужноевропске градове“. Полицајци су посетили градске четврти, плантаже кафе и водопаде Трижук.  9. новембра, команданти обе дивизије – Белинсхаузен, Лазарев, Васиљев и Шишмарјев – примили су аудијенцију код португалског краља Јована VI од Португала, који је у то време боравио у Бразилу. Пре него што су бродови кренули, њихове посаде су напуниле залихе и за клање узеле два бика, 40 свиња и 20 прасића, неколико оваца, патака и кокошака, рум и гранулирани шећер, лимун, бундеву, црни лук, бели лук и друго зачинско биље. 20. новембра, хронометри су враћени на брод. 22. новембра у 6 часова ујутру експедиција је кренула ка југу. 
Дана 24. новембра, на броду Восток, потпоручник Лазарев и јеромонах Дионисије су служили параклесис да траже успешан завршетак похода. Посада на Мирном је примала плату за 20 месеци унапред и новац за храну за официре, тако да „у случају било какве несреће са шљуном Восток официри и особље Мирног не би остали без задовољства“. Лазарев је добио упутства да сачека на Фокландским острвима у случају да се бродови раздвоје. На крају предвиђеног времена, пловило је требало да крене у Аустралију.  Шљупе су требале да се држе на удаљености од 7 до 14 миља у ведрим данима и 0,5 миља или ближе током магле. 
После 29. новембра 1819. време је почело знатно да се погоршава. Тог дана су биле две олује са кишом и градом. Белинсхаузен је упоредио децембарско време са временом у Петербургу „када се река Нева отвори, а влага из ње донесе морски ветар у град“.  Бродови су испловили ка острву Јужна Џорџија, са којег је Белинсхаузен желео да уђе у Јужни океан.  После поласка из Рија, стражари су почели да шаљу посматраче на сва три јарбола да сваких пола сата извештавају о стању мора и хоризонта. Овај поступак је одржан до краја експедиције. 
Дана 10. децембра „топлота је значајно опала“, а од данас су затворена врата на горњој палуби. На отвору главног једра посада је направила стаклени прозор од 4 квадратна метра, пећи од ливеног гвожђа су биле трајно причвршћене, а њихове цеви су спроведене у главни и предњи отвор. Посада је добила зимске униформе које су се састојале од фланелских платнених и платнених униформи. Посада је 11. децембра приметила многе морске птице и посебно јужне пингвине скакаче . Међутим, због опреза птица, ловци и таксидермисти нису могли да добију ниједан узорак.  Мерење температуре је 12. децембра показало резултат од 3,7 °Ре (4,6 °C) у поноћ, а у дневној палуби – 6,8 °Ре (8,5 °C). 
Шлупе су стигле до југозападне обале Јужне Џорџије 15. децембра, приметивши литице Волис и Џорџ у 8 ујутро на удаљености од 21 миљу. Због великих налета, експедиција је заокружила острво на удаљености од једне и по до две миље од обале брзином од 7 чворова. Убрзо их је дочекао једрењак под енглеском заставом. Енглески навигатор је руска пловила заменила за рибарске чамце. Истог дана, посада шпијуна открила је острво Аненков на 54°31' јужне географске ширине. Експедиција је затим кренула ка истоку.
Дана 16. децембра, експедицијски бродови су прошли острво Пикерсгил, које је открио Џејмс Кук. У овом тренутку Мирни је заостајао за Востоком јер је Лазарев наредио својој посади да на обали набави месо и јаја пингвина. Мапирање Јужне Џорџије коначно је завршено 17. децембра, чиме је завршен посао који је Џејмс Кук започео пре 44 године.  Морнар Киселев је у свом дневнику поменуо да су стражари који су приметили нова острва добијали бонус од пет талира који је стављен у дневник. 
Дана 20. децембра путници су први пут приметили санту леда . Приликом покушаја мерења температуре мора добили су резултат 3.175 °F (1.746 °C) на дубини од 270 хвати. Међутим, дубокоморски термометар Џона Вилијама Норија се разбио. Напоменуто је да је ово једини термометар за дубоко море који је био доступан. 
Посада је 22. децембра открила острво Лесков, које је било покривено ледом и снегом, и назвало га по поручнику Лескову, једном од учесника експедиције. Следећег дана открили су планинско и снежно острво Заводовски, названо по капетану-потпоручнику, и острво Торсон, названо по поручнику Konstantin Thorson . Три новооткривена острва добила су име по Траверсеју, министру поморских снага.  24. децембра, бродови су се приближили леденом брду да исеку мало леда како би попунили залихе слатке воде.
На Божић, очитавања термометра су пала на -0,8 °Ре (-1 °C) и пловила су морала да маневришу уз супротан јужни ветар. За Божић је на Восток доведен свештеник, који је клечећи служио рогацију поводом „избављења из Русије од најезде Гала и са њима две стотине језика“. Шчи је био слављенички оброк („омиљено јело Руса“) који се правио од свежег свињског меса са киселим купусом (уобичајене су се кувале од корушене говедине) и пите са пиринчем и млевеним месом. Приватницима су дали пола кригле пива. После ручка су добили и рум пунч са шећером и лимуном, што је значајно побољшало атмосферу на броду. На свечаној вечери су учествовали и Лазарев и официри Мирни.
Следећег дана посада је наставила да описује острва Траверсеј. Белинсхаузен је 27. децембра покушао да измери температуру морске воде обичним термометром који је стављен на кућни батометар са вентилима. Вода узета на дубини није се загрејала док је порасла и није изобличила очитавања. Мерење сланости и густине воде са 220 хвати показала су повећање сланости са дубином.  Дана 29. децембра, експедиција је стигла до острва Саундерс, које је открио Кук.

#### Откриће Антарктика
Експедиција је 31. децембра 1819. стигла до острва Бристол и преживела најтежу олују, праћену мокрим снегом који је смањио видљивост на 50 хвати. У 22 часа експедиција је налетела на непроходно ледено поље и променила курс. Остало је само горње једро, иако је и оно било прекривено снегом да је посада морала да стави шљупе директно под ветар и мирна једра. Стражари су морали стално да чисте снег са палуба. Нову 1820. годину официри су славили у 6 сати ујутру. Истог дана Восток је изгубио Мирног из видокруга, а топовски сигнали се нису чули због правца ветра. До поднева су се бродови поново ујединили.   Дана 2. јануара 1820. године, експедиција је прошла острво Туле на 59° јужне географске ширине. Име је дао Џејмс Кук 1775. године због обиља леда који иде више ка југу није изгледало могуће.  Посада је 7. јануара ловила пингвине који су касније кувани и за редове и за официре; више од 50 пожњевених лешева пребачено је у Мирни . Месо пингвина обично је натопљено сирћетом и додавано у јунеће месо приликом кувања каше или купуса. Према Белингсхаусену, морнари су радо јели месо пингвина видећи да су „официри такође хвалили храну“. Пловила су 8. јануара стигла до леденог брега где су пливарицама ухватили око 38 пингвина и пресекли лед. Живи пингвини су били закључани у кокошињцу. Осим тога, поручник Игњатијев и Демидов су добили први печат у експедицији, за који су нашли да личи на прстенасту фоку која живи у Архангелској губернији . 
Мирни се 9. јануара сударио са леденим пољем, што је избацило брод од четири фунте греф. Чврстоћа конструкције и вештина поручника Николаја Обернисова минимизирали су штету, тако да се цурење није отворило.   Дана 12. јануара експедиција је прошла осам ледених брегова и прешла 61 јужну географску ширину, а време је све то време било облачно са мешавином кише и снега. Дана 15. јануара експедиција је прешла Антарктички круг на 66° јужне географске ширине и 3° западне географске дужине. Следећег дана Белинсхаузен је описао своја запажања као „ледове које смо замишљали као беле облаке кроз надолазећи снег“ који су трајали од хоризонта до хоризонта. Ово је било прво посматрање ледених полица .  Тачка посматрања била је 69°21'28" јужне географске ширине и 2°14'50" западне географске дужине – савремено подручје Белинсхаузенове ледене полице је близу обале принцезе Марте у Лазаревом мору.  17. јануара се накратко појавило сунце, што је омогућило да се приближи Мирном, али се време поново погоршало. Учесници експедиције су 21. јануара по други пут посматрали „ледене масе“ чије границе нису биле видљиве. Прошло је сто четири дана од поласка из Рија, а услови за живот су били екстремни. У дневној палуби и официрским кабинама свакодневно су се грејале пећи (уместо грејних јастучића користили су топовске кугле загрејане у ватри). Међутим, посада је и даље морала да чисти кондензат три пута дневно, јер се стално акумулирао. Због сталног влажног снега и магле, посада је имала потешкоћа са сушењем одеће и кревета.  
Пошто се арктичко лето није завршило, одлучено је да се још једном покуша да дође до јужнијих географских ширина. 25. јануара, користећи лепо време и недостатак ледених поља, Белинсхаузен је посетио Мирни где је са Лазаревим разговарао о даљим плановима. 26. јануара, бродови су се усидрили за џиновски ледени брег у облику стола до 200 ft (61 m) и видео велика крда китова уљешура.
5–6 фебруара, на тачки од 69°6'24" јужне географске ширине и 15°51'45" западне географске дужине, експедиција је стигла до ивице "стјеновитог планинског леда". Плутајући лед је личио на лед у леденим заливима северне хемисфере. Површина мора била је прекривена масним ледом. Иако се фебруар на јужној хемисфери сматра летњим месецом, снимци термометра су показали температуру на −5 °C. Белинсхаузен се консултовао са Лазаревим и закључио да се залихе огревног дрвета на обе шљуне смањују и да ће посада ускоро морати да сече бурад за воду и вино. Ипак, одлучили су да наставе даље.  Да развеселимо екипу, током последња три дана Cheese week, кува печене палачинке, направљене од пиринчаног брашна. Уз чашу пунча, посади је било дозвољено да добије пинту пива направљеног од енглеског концентрата; „за оне који не знају, ведар дух и задовољство јачају здравље; напротив, досада и тупост изазивају лењост и неуредност који доводе до скорбута“.
Тако се по трећи пут експедиција приближила ивици леденог континента ( Ендерби Ланд ).   14. фебруара рута руске експедиције укрстила се са Куковом рутом, коју је пратио навигатор 1775. године. У то време била је јака магла и олуја; шупе су ушле у ледена поља док су се једра и инструменти смрзавали. Ово је представљало велику опасност.  26. фебруара због невремена и ледених поља, управљање на Востоку је било готово немогуће, а сви покушаји поправке су пропали. 
До тада је оштећена радна опрема и јарболи, а здравствено стање војника такође је било незадовољавајуће. 21. фебруара на Мирном је умро морнар Федор Истомин. Према речима доктора Галкина, умро је од трбушног тифуса, иако у Белинсхаузеновом извештају стоји да је то била само "нервна грозница".   Учесници експедиције су 3. марта приметили значајне светлуцаве облаке : „На југу смо прво приметили два бело-плава стуба, која су личила на фосфорну ватру која је излазила из облака брзином ракете; сваки стуб је био ширине три сунца у пречнику. Тако нас је ово сјајило задивило. проширио се на хоризонту за скоро 120°, прошавши зенит. Коначно, ближе крају феномена, цело небо је било прекривено таквим стубовима. 4. марта посматрали смо другачију слику: „сво небо, од хоризонта до 12 или 15°, било је прекривено тракама дугиних боја које су брзо као бљесак муње јуриле од југа ка северу, и непрестано мењале боју“; овај феномен је омогућио посадама да побегну од судара са сантом леда. Морнари на Мирном су чак мислили да је „небо у пламену“.  Михајлов је 4. марта приказао највеће санте леда на које су наишли током свог путовања, чија је висина достизала 408 ft (124 m) која је чак премашила висину Саборне цркве Светих Петра и Павла у Санкт Петербургу . Истог дана одлучено је да се шљупе разиђу: Восток ће отпутовати директно у Сиднеј, док ће Мирни истражити огромну територију јужно од Ван Дименове земље ( Тасманија). Пошто је на Востоку било више људи него на Мирном, за време Великог поста, Белинсхаузен је у свој одбор пребацио свештеника који би морао да се врати у Лазарев у Аустралији.  Као резултат тога, брод је изгубио горња једра и бочна једра. Морнарске висеће мреже су стављене на покрове да би испуниле функцију олујних једара. Брод је такође однесен у кохезивна ледена поља. Даље, таласи су изравнали удицу за ветар, водени држач и крамбал наслон на прамчади. Посада је уложила велики напор да спасе јарбол од урушавања. Ноћу је било „веома непријатно видети кретање делова шљупе и слушати њено пуцање“. У 3 сата ујутро 10. марта Восток је једва промашио разорни ледени брег. Време је било толико лоше да је 11. марта било немогуће контролисати пловило, а брод је само пратио ветар, док је мокар снег онемогућавао било какве поправке на отвореном. Тек 12. марта у поноћ време се мало поправило, а 13. марта посада је видела свој последњи ледени брег на путу за Аустралију. 

### Пловидба до Аустралије и Океаније (март–новембар 1820)

#### Први долазак у Аустралију
Сквалови су се наставили до доласка у Порт Џексон . Дана 19. марта Мартин-геек је оборен, а шљуна „Восток“ је доживела и котрљање брода и нагиб кобилице које је ојачало 21. марта. Беллингсхаусен је то дефинисао као „ужасан“. Овог дана у 10 сати ујутру је палуба легла на бок, а спасавајући свештеника, навигатор Пориадин му је разбио главу дрвене преграде. Захваљујући вештини доктора Берга, потпуно се опоравио у Аустралији.  24. марта морнари на 47° јужне географске ширине видели су Тасманију], а 27. – уочи Ускрса – Аустралију која се налазила на 37° географске дужине. Температура се повећала на 13 °Р (16,2 °C), и то је омогућило да се осуши сва једра и отворе сви поклопци. За Васкршње бденије цела посада је носила свечану летњу униформу. Људи су постили уз Куличе . У 20 часова пловила су прешла Ботанички залив. Дан касније, "Восток" се усидрио у Порт Џексону. До тренутка када је брод стигао у Сиднеј, само два морнара су показала знаке скорбута. Главни лекар Берг их је лечио одваром од шишарки, док им је Белинсхаузен давао половину чаше (29 милилитара) лимуновог сока дневно. Од скорбута су боловале и свиње и овнови; када су пуштени на обалу нису могли да једу свежу траву. Пловидба Антарктиком је трајала 130 дана, боравак у Сиднеју – 40.
Први пут када се Белинсхаузен састао са гувернером Мекуорија Лакланом Мекуоријем био је 27. марта. Капетан је знао да чита енглески, али је једва разумео усмени говор; тако је поручник Демидов служио као преводилац. Меквери је 11. априла (29. марта по јулијанском календару) у свом дневнику поменуо Белингаузена као „команданта савеза два брода који су послати да открију јужни пол”. Пре тога, 7. априла, експедиција је отишла на светионик Меквери – нови светионик који се у колонији сматрао готово светским чудом. По доласку „Мирног” 7 (19) априла, капетан-поручник Завадовски је постао главни преводилац за Белинсхаузена. Раније је Завадовски служио са њим на Црном мору . Лазарев, који је служио у Краљевској морнарици Велике Британије, такође је омогућио успешне преговоре. Сам Мацкуарие је посетио Русију 1807. године и чак је могао да се сети неколико руских речи. Гувернер је обезбедио бесплатну залиху воде, огревног и пословног дрвета, а такође им је обезбедио и место у луци Сиднеја где је посада могла да постави транзитне инструменте ( Kirribilli Point ).
Симоновљеви помоћници били су два под-навигатора и један подофицир артиљерије. Такође су отворили купатило на обали, које су официри и морнари радо користили. Према Барату, "то је била прва сауна у Аустралији". Први контакти са староседеоцима Аустралије такође су били прилично успешни - посада је контактирала Цаммераигал и његовог вођу Бунгарија. 13. априла „Мирни” се после истовара насукао, а штета настала антарктичким ледом санирана је за три дана. Руски морнари су били импресионирани љубазношћу и марљивошћу трговца Роберта Цампбелла и његових колега.  
Пре тога, фебруара 1820. године, у Аустралију су отишле и шљупе „Откритие” и „Благонамерени” и тиме су њихови команданти флагрантно прекршили правила „Адмиралитета” – нису припремили привремени извештај о првој сезони експедиције, који је требало да буде пренет у Санкт Петербург. Белинсхаузен је послао извештај другог дана по доласку „Мирног”, али је, због неколико околности, пошта у Лондон послата тек 9. септембра – 12 дана пре Белинсхаузеновог другог доласка у Аустралију. Као резултат свих тешкоћа, у часопису Министарства поморских снага Белингхаузенов извештај је регистрован тек 21. априла 1821. године. Боравак у Сиднеју био је у сенци жртве једног од последњих дана – 2 (14) маја приликом поправке главног јарбола „Восток”, бравар Матвеј Губин (који је у капетановом извештају назван „Губин”) пао је са висине од 14 метара и после девет дана преминуо у мору од задобијених повреда. Дана 7. маја, експедиција је напустила Сиднеј, упутивши се ка Острвима Друштва.

#### Истражујући Нови Зеланд и Туамотус
На отвореном мору посада је сазнала да је један морнар са "Востока" и неколико из "Мирног" ухватио полно преносиву болест у Порт Џексону. Ова врста болести била је посебно распрострањена у Аустралији која је у то време била место где су осуђеници слали из Британије. Пловила нису избегла мождане олује, а посада се навикла на ударце и ветар. Међутим, затишје које је изненада настало у 20 часова 19. маја изазвало је снажно бочно набацивање, због чега је „Восток“ захватио толико воде из скавутске мреже  да је ниво воде у држачу порастао са 13 на 26 инча. Такође, млаз воде у нереду сломио је поручника Заводског. Раштркана језгра оружја која су се котрљала с једне на другу страну отежавала су поправку оштећења. Питцхинг је настављен и наредног дана.  Дана 24. маја у 7 ујутро, путници су стигли до Новог Зеланда и усидрили се у заливу краљице Шарлоте да би успоставили контакт са народом Маори . Беллингсхаусен је користио Цоокове карте и описе. Историчар Барат је следеће догађаје назвао „компаративном етнографском сесијом“. Ова етнографска запажања су се показала изузетно значајним јер су места која су посећивали руски поморци била тачке везе између племена Северног острва и Јужног острва . Године 1828. колонизатори су уништили хапу белешке, а Михаиловљеви прикази су постали историјски извори од највеће важности. 
Експедиција је напустила Нови Зеланд 3. јуна. Пошто је ово доба године одговарало децембру северне хемисфере, до 5. јуна шљункови су доспели у епицентар јаке олује са кишама и градом, која се смирила тек до 9. јуна. Користећи бродску шуму која је направљена док је посада посетила народ Маора, посада је 17. јуна почела да поправља бродове на отвореном мору. Зашили су једра, смањили главно двориште на „Востоку“ за 6 стопа, поставили високе комингс на гротла и тако даље. 
Експедиција је 29. јуна стигла до Рапе Ити. Дана 5. јула, посада је на хоризонту видела острво Хао које је такође било познато Куку. 8. јула Руси су открили Аману. Приликом покушаја искрцавања, Белинсхаузена, Михајлова, Демидова, Лазарева, Галкина, Новосилског и Аненкова напали су мештани који су били прилично непријатељски расположени према странцима. Све у свему, више од 60 ратника ометало је искрцавање на северној обали.
Шљупе су 10. јула стигле до Фангатауа, 12. јула су откриле Такуме и Рароју, 14. јула Таенга, 15. јула Макемо и Катиу, 16. јула Таханеа и Фааите, 17. јула Факарава, 18. јула Ниау. Мештани су били непријатељски расположени скоро свуда; тако је Белинсхаузен активно користио артиљерију и салутирање из обојених ракета лансираних ноћу, верујући да ће страх бити најбоља гаранција од напада.  Један од ретких изузетака било је острво Нихиру које је први пут описано 13. јула. Острвљани су се приближили бродовима на кануима и предложили бисере и удице за пецање, исечене од шкољки. Најстарији мештани су нахрањени вечером за официрским столом, обучени у црвену хусарску униформу и додељена му је сребрна медаља са ликом Александра I. Белинсхаузен је замолио домаћег веслача да на брод доведе младу жену, којој су дали минђуше, огледало и комад црвене тканине у који је она одмах умотала, док је њена одећа остављена за етнографску колекцију. Полицајци су били изненађени што је жена оклевала док се пресвлачила, јер је то у директној супротности са европским описима полинезијских манира. Академик Михајлов је приказао острвљане на позадини приморског пејзажа, а у 16 часова су враћени на обалу.  Локална клима је била тешка: Белинсхаузен је приметио да је у палуби батерија где је посада спавала температура порасла на 28 °Р (35 °C). Међутим, врућина није депримирала посаду.  Предложено је да се одређени број откривених острва назове као руска острва . Барет је навео да је у то време ова одлука била оправдана јер је Коцебу описао већину острва, док су Белинсхаузен и Лазарев систематизовали његова открића. Међутим, на међународном нивоу, руска имена нису утврђена, један од разлога за то је била чињеница да су острва била део великог архипелага Туамато. На савременим западним картама од тих руских имена и презимена остала су само Раефска острва 

#### Белингсхаусен и формирање коралних острва
У својим коментарима на енглески превод Белинсхаузенове књиге, Френк Дебенхам је поменуо да је изненађен што је руски морнар умео да поставља и решава тешка научна питања.  Много пре Чарлса Дарвина, он је објаснио процес формирања коралних острва .  Засновао је своје знање на Коцебуовим делима и његовим запажањима. Белинсхаузен је сматрао да су сва пацифичка острва врхови подморја, који су оивичени окружени коралним гребенима – производ споре стваралачке активности најситнијих организама. 
Белинсхаузен је тачно објаснио парадокс који је приметио немачки природњак Георг Форстер – оскудица острва у Заветри у близини Тахитија . Он је тврдио да би разлог томе могла бити велика дубина (према савременим мерењима – око 11.000 метара), и непознавање услова раста корала. Јохан Фридрих фон Ешшолц, Аделберт фон Шамисо и Дарвин су се сложили око Белинсхаузенових закључака.

#### Тахити
Експедиција је 20. јула стигла до Макатее, а за два дана бродови су се усидрили на Тахитију. Барат је обратио пажњу на чињеницу да су Руси стигли на острво које се, захваљујући активностима мисионара, прилично разликовало од описа Фостера или Луја Антоана де Бугенвила . Беллингсхаусен је схватио колико је локална култура крхка. На пример, на Новом Зеланду је описао како је узгој кромпира променио исхрану и понашање локалног становништва, који и даље следи древни начин живота. На Тахитију, Белинсхаузен и његови сапутници морали су прво да заволе учеснике британске мисије – потчињене пречасног Хенрија Нота, па тек онда да ступе у контакт са староседеоцима.
„Восток” и „Мирни” усидрили су се у заливу Матаваи, на истом месту где се усидрио брод Семјуела Волиса. Руске бродове је посећивало стотине људи, међутим, од свих ових нових контаката, најкориснији је био рођени Вилијамс из Нове Енглеске, који је почео да служи као Лазарев тумач. Нашли су и преводиоца за „Восток”. Убрзо је бродове посетио и мисионар Нот, кога је Белинсхаузен дефинисао као краљевског гласника. Касније су Белинсхаузен и Симонов били сведоци расправа између Помареа IIи шефа мисионара. На пример, када је краљу било забрањено да конзумира алкохол (од којег је умро 18 месеци после посете Руса), или када је морао да залупи мисионару пред носом да би остао сам са капетаном (23. јул). Најчешће је, међутим, Нот био тај који је посредовао између Помареа IIи Белинсхаусена и Лазарева; управо је мисионар доделио тачку Венере за Симоновљева запажања и Михајловљеве цртеже. Белинсхаузен, који је био искрени монархиста и који није имао прилику да улази у много детаља о томе како функционише полинезијско друштво, сматрао је да је краљ вођа острва, и преговарао је са њим о снабдевању шпијунима и другим стварима.  На дан доласка, 22. јула, Руси су добили на поклон четири прасета, кокос, таро, јам и много банана, блањаних и планинских. Поклон је био користан због исцрпљивања аустралијских залиха. Дана 26. јула извршена је набавка разменом робе и дрангулија намењених за ову намену од стране Адмиралитетског одељења. Посада је куповала по 10 буради лимуна за сваку шпицу и солила их уместо купуса. Краљ је добио црвено сукно, вунена ћебад, шарени цинци и шалове, огледала, секире, стаклено посуђе и тако даље. Добио је и орден са профилом руског цара. Кинг је Белингсхаусену доделио три бисера који су били „мало већи од грашка“. За краљевске беле хаљине, капетан је поклонио неколико својих чаршава.  Упркос кратком боравку, време на Тахитију у потпуности је излечило неколико пацијената са скорбутом који се нису у потпуности опоравили у Аустралији. 
Дана 27. јула путници су напустили Тахити и 30. јула стигли у Тикехау исправљајући Коцебуове грешке у навигацији на свом путу. Истог дана открили су Матаиву, 3. августа – острво Восток, 8. августа – Ракахангу, након чега је експедиција кренула ка Порт Џексону. 16. августа бродови су прошли Ваважу . 19. августа ставили су на мапу два мала корална острва Михајлов и Симонов (21° јужне географске ширине, 178° географске дужине) у архипелагу Фиџи . Дана 30. августа, Филимон Биков (у извештају – „Филип Блоков“) који је служио као морнар на „Востоку“, пао је са прамца у море на царев имендан . Да би га спасили, посада је поринула чамац под командом поручника Аненкова; међутим, оток је био прејак и Биков се није могао наћи. Извештај министра поморских снага де Траверсеја указао је да је тог дана било јако невреме.  

#### Други боравак у Аустралији
Дана 10. септембра, шљупе су се усидриле у Порт Џексону. Други боравак у Сиднеју трајао је до краја октобра, пошто је „Восток” захтевао озбиљну поправку корпуса – посебно ојачање степеница јарбола.  Генерално, посада је осећала да се враћа у „родна места“, што је било посебно важно за младе путнике, попут Симонова или Новосилског. Официри су били више укључени у друштвени живот колоније; редовно су позивани на вечере, вечере или балове.
Тада је Белинсхаузен почео да систематски проучава друштвене и економске аспекте живота у колонији Новог Јужног Велса . Барат је приметио да су Белингхаузенове дугачке и информативне белешке објављене у „Двукратних изисканијах“  засноване на запажањима и изводима које је сачинило пола туцета његових подређених.  Прикупљени статистички подаци, укључујући редослед тржишних цена, имају значај примарног извора. Постоје неки докази да су доктор Штајн који је мерио атмосферски притисак и геодет Хокли поделили информације са руским морнарима и професором Симоновим. Сликар Михајлов је приказао пејзаже и портрете Абориџина. Са научне тачке гледишта, посебно су запажена ботаничка запажања – „Хербаријум” на „Востоку” обухватао је чак 25 типова ендемизма Јужног Велса. Посада је дала гувернеру Мекворију и капетану луке Џону Пајперу мало саццхарум оффицинарум, проклијалог кокоса и тароа са острва Тахитија и Фиџија, за узгој биљака. У Аустралији је школоване руске официре највише привлачила његова „егзотика“, што није било изненађујуће, јер су ово место посетили први и последњи пут у животу. На пример, посада је укрцала 84 птице, пре свега папагаје (укључујући какаду и лорије ), имали су и кенгура кућног љубимца. До 30. октобра завршени су сви радови на ремонту „Востока” и укрцавање залиха. Следећег дана опсерваторија и ковачница су подигнуте на брод. Последњег дана, посада је укрцала овце и 46 свиња за тежак напад на Антарктик. Одлазећу руску дивизију пратио је краљевски поздрав са бродова и обалских батерија.  

### Друга сезона експедиције (новембар 1820 – август 1821)

#### Секундарна антарктичка истрага
Руска експедиција је 31. октобра напустила Сиднеј и наставила проучавање Јужног океана. За нови пут у поларне воде, посада је извршила прерасподелу терета на „Востоку” – топови су уклоњени и спуштени у складишни простор, а остале су само каронаде, резервни јарбол је одложен у доњу палубу, греде су ојачане стубовима, јарболима су стављене трепавице. Као и на првом путовању, главни отвор у нереду био је опремљен предворјем ради уштеде топлоте; сви поклопци су били пресвучени платном, главни отвор застакљен, кракови су скраћени за дворишта. Официри су се 7. новембра определили за следећи план: кренути ка острву Меквери, а у случају да се папуче раздвоје, сачекајте једни друге у близини Јужних Шетландских острва, или у Рију. Ако једна од шпица нестане - следите упутства. Осмог новембра отворило се цурење на дасци „Востока”, које до краја пловидбе није могло да се локализује и запуши. 
Дана 17. новембра 1820. путници су стигли до Мекуорија где су приметили легло фока слонова и пингвина. У својим извештајима, учесници експедиције помињу папагаје, дивље мачке и привремене земунице индустријалаца из Порт Џексона. Посада је почастила ловце на фоке сушеним хлебом са путером и грогом. Експедиција је била на острву до 19. новембра, јер су очекивали производњу лешева морског слона са главом за пуњење.  Експедиција је 27. новембра достигла 60° јужне географске дужине, а сутрадан је наишла на збијена ледена поља, због чега је кретање ка југу морало бити заустављено. Брод је скренуо на исток пошто је корпус „Восток” био преслаб. 29. новембра прошли су пет великих санти леда, након чега су направили мало леда.  Дана 6. децембра путници су молитвом прославили дан Светог Николе . За то су преместили свештеника из „Мирног”. Након што су почели мразеви, екипа је скувала чај од ђумбира са додатком рума. За празник, кувари су спремали шћи од свежег свињског меса са киселим купусом или сланим лимуном (да би се сачувао купус) и додавали саго. Сирово месо се спремало једном или два пута недељно и служило поморцима заједно са кашом. Такође, на празнике, морнари су добијали чашу вотке и пола кригле пива разблаженог од есенције. „Овим методама смо успели да толико задовољимо особље, да су многи од њих заборавили на своје тегобе“.  Дана 12. децембра, пловила су прошла џиновску санту леда; Беллингсхаусен је израчунао да би вода која се у њему налази била довољна за светску популацију за 22 године и 86 дана ако би сваки од 845 милиона користио само једну канту дневно.  Упркос и даље лошем времену, посада је поставила молитву за Божић. Тог дана, бродови су се сударили са комадом оштрог леда који је разбио сидро и ишчупао подводне бакарне плоче за три стопе. Према капитеновој процени, посада је спасена чудом, пошто је до ударца дошло приликом замаха. У супротном, брод би неминовно добио рупу и био би потопљен.
Даља пловидба је била изазовна због олујног времена и великих ледених поља. 1. јануара 1821. године била је магла и киша. За прославу Нове године посада је уручена чашом пунча за царево здравље. Да би се „разликовао овај дан од свих других дана“, Белинсхаузен је наредио да скува кафу са румом, а ово „неуобичајено пиће за морнаре им је пријало, и провели су цео дан до вечери у веселом расположењу“.  Велика залиха сувог огревног дрвета, укрцаног на брод у Аустралији, учинила је свакодневни живот посаде мање-више подношљивим: на нултој температури ваздуха у дневној палуби, захваљујући непрекидној употреби пећи, одржавала се 13,7 °C.
Експедиција је 10. јануара открила острво Петар I названо по оснивачу руске navy Петар Велики . Међутим, ледена поља која су окруживала острво спречавала су паљупе да се приближе; тако до слетања није дошло. 17. јануара експедиција је приметила обалу са високом планином која се налази на 68° јужне географске ширине, 75° географске дужине; које је касније названо као Александрово острво . У савременој западној историографији преовладава мишљење да је највеће достигнуће Белинсхаузенове експедиције иако је острвски карактер земље откривен тек 100 година касније.  24. јануара, морнари су стигли до Нове Шкотске ( Јужна Шетландска острва), о којој су имали само нејасне идеје. Актуелно питање у то време било је да ли је Нова Шкотска била део јужног копна, или је једно од субантарктичких острва. Када је последње откривено, прво острво је добило име Бородино (сада се зове "Смит"). Следећег дана, 25. јануара, путници су открили Мали Јарославец (Снег) и Острво Теил (Обмана). Тамо је посада срела брод капетана Натанијела Палмера који је ловио крзнене фоке. Затим су на карту ставили острва Смоленск (Ливингстон), Березин (Гринвич), Лајпциг (Роберт) и Нелсон. Острва су тако названа да би се овековечиле победе руског оружја у Наполеоновим ратовима . Експедиција је описала острво краља Џорџа на које су искрцана два поручника - Лесков и Демидов. 29. јануара, на североистоку, путници су открили Три брата (данас се зову „Еспеланд”, „О’Брајен” и „Еди”), а затим још већа острва североисточног архипелага: Гибсово острво, Слоново острво, острво Корнволис и острво Кларенс.
Белинсхаузен је 3. фебруара наредио дивизијама да броје трећи дан у месецу два дана заредом, пошто је експедиција обишла свет. 4. фебруара, око 9 сати ујутро, почела је јака олуја. Током олује, „Восток” је дошао испод 10 чворова чак и испод бродских гребена. Због бацања, много воде је доспело до палубе и посада је морала да је испумпа из складишта. Срећом, поправка пумпи је завршена само дан пре олује. 

#### Беллингсхаусен и Палмер
Дана 24. јануара (5. фебруара) 1821. године, на Јужним Шетландским острвима, 42-годишњи Белинсхаузен сусрео се са 21-годишњим Натанијелом Палмером који је у то време био шеф локалних индустријских заптивача. Како се показало у 20. веку, овај сусрет је био судбоносан. Као што је касније Булкли приметио, био је сличан сусрету Метјуа Флиндерса и Николаса Бодина. Пошто оригинални дневници и путописни дневници „Востока” нису сачувани, Белинсхаусеново сведочење о састанку са Палмером налази се на 14. листу извештаја. 24. јануара шљупа је била у мореузу између острва Ливингстон и Десешн .  Према Белингсхаусеновом опису, разговор је био о перспективи и сидриштима острва Тхеил за морске фоке: „теснац у коме смо видели осам усидрених бродова, затворен је од свих ветрова, има дубину од седамнаест хвати, земља – течни муљ; од квалитета овог тла бродови су често спуштали чак и са једног енглеског брода на два брода, а са једног енглеског брода. разбијен“.  Новосилски је у свом дневнику посебно нагласио да Белинсхаузен и Палмер нису разговарали ни о чему другом. У оригиналу „Двукратникх изискании“ (1831), Палмерово друго име је погрешно написано као „Палмор“, што је вероватно била последица књижевног уређивања. Напротив, Палмеров оригинални часопис (и други запечати) чува се у Конгресној библиотеци.  У каснијим америчким описима друге половине 19. века, Палмер се помиње као откривач Антарктика, што се првенствено заснивало на његовим сопственим мемоарима из 1876. године. Истовремено, веома контроверзно питање била је размена информација између Белинсхаусена и Палмера. Френк Дебенхам је сугерисао да је Белинсхаузен сазнао за постојање јужног континента од Палмера, али га није у потпуности разумео због непознавања енглеског језика.  Тада су амерички истраживачи довели у сумњу Палмерове мемоаре, пошто је Белинсхаузен имао законски уговор да истражује јужни континент, и нису могли а да не покушају да провере информације добијене од индустријалца. Палмер није био добар картограф или навигатор, а његове тврдње о састанку на острвима Преваре оповргнуте су извештајем Белинсхаузена, на коме нема знакова калдере.

#### Друга посета Бразилу
Дана 8. фебруара 1821. експедиција је кренула у Рио де Жанеиро . По први пут у последња три месеца, посада је успела да отвори све отворе и да проветри све живе палубе и складишта. Узети биолошки узорци (аустралијске птице и пингвини из Нове Шкотске) су се разболели, многи од њих су умрли. 11. фебруара птице су први пут изведене у ваздух. Следећег дана уследио је јак пљусак који је омогућио посади да опере све морнарске кревете и прикупи више од 100 канти воде за кућну употребу. 19. фебруара угинула је последња фока крзна из Нове Шкотске; у одбору је живео 23 дана. Дана 23. фебруара, један од аустралијских какадуа који је пуштен из кавеза пао је у море са хватаљке. Међутим, „Восток” је ишао малом брзином и посада је успела да спусти стуб у воду за који је какаду успео да се залепи.  На крају, 27. фебруара, путници су се усидрили у заливу Гванабара, где их је срео вицеконзул Петр Килхен. Он је навео да је краљевина усвојила шпански устав из 1812. године, а суд се припремао за пресељење у Лисабон . Беллингсхаусен је наложио вицеконзулу да пронађе трговца који ће поставити носач за јачање корпуса пловила. Капетан је 28. фебруара отпутовао код опуномоћеног амбасадора барона Дидерика Туила ван Серооскеркана са извештајем. 1. марта, официри су посетили америчку фрегату USS Congress који се враћао из Гуангџоуа . Белинсхаузен је забранио својој посади да комуницира са Американцима пошто је на њиховом броду беснела епидемија. 2. марта један од резервних рика у „Востоку” је дат холандској фрегати „Адлер” која се оштетила у транзиту; чак му није била потребна никаква поправка. Тек 21. марта посада је успела да набави храстово плетиво преко поморске луке Рио. Пошто је у екипи Беллингсхаусена било девет професионалних руских столара, одлучено је да све радове изведу сами. Све поправке су завршене тек до 2. априла  После Васкршње прославе, 11. априла, капетан је приредио заједничку вечеру и забаву за официре и посаду.
Дана 14. априла, енглеска ескадрила са краљем Жоаом на броду отпутовала је за Португал; 18. априла, принцеза Марија Изабела од Браганце доделила је Белинсхаузену аудијенцију. Током састанка, регенту су дати етнографски узорци из Океаније и птица Аустралије; заузврат, Руси су добили минерале и шкољке Бразила. Капетан се пожалио да њему и научницима никада није дозвољено да посете градски музеј.

#### Посета Португалу и повратак
Сви страни емисари требало је да прате португалског краља након што се пресели у Португал. Из тог разлога, Белинсхаузен је предложио руском конзулу да остане на „Востоку“ и са њима отпутује у Лисабон. Акинфиј Бородовицин и холандски представник су се сместили на „Мирни“. Дана 23. априла у 6 сати ујутро, шљупе су испловиле и кренуле ка Лисабону.  Експедиција је 7. маја у 18 часова прешла екватор у супротном смеру. Сутрадан је посада приредила свечану вечеру за коју је руски изасланик барон де Тајл доделио два овна и флашу вина по особи из својих залиха. 27. маја бродови су стигли у Саргашко море и прешли га за скоро 10 дана.  10. јуна путници су приметили острво Санта Марија, али је одлучено да се не искрцава, већ да се локација острва користи за појашњење курса. Пловила су се усидрила у ушћу реке Тејо 17. јуна. Следећег дана, експедиција је послала официра на торањ Белем да обавести локалне званичнике да нико од чланова посаде није заражен. Капетан је сазнао да краљевски ескадрон још није стигао у град. Министар морнарице Португала и командант британске фрегате ХМС Лифи Хенри Данкан посетио је бродове. Краљевска поворка појавила се 21. јуна, а до 24. јуна Белинсхаузен је забранио посади да изађе на копно због локалних скупова у граду. 
Непосредно пред полазак, барон де Тајл је три дана на палубама испоручио доста свежег зеленила и воћа, 15 врста сира и вина од грожђа. Издавао је и бонусе: сваком подофициру по десет талира, а обичним војницима по 5 талира. Приликом одласка, министар је одликован по поморској повељи. 28. јуна у 8 сати ујутро, шљупе су изашле на отворено море и упутиле се директно ка Русији. Белинсхаузен је однео преписку од капетана Данкана у Енглеску. Касније су шљупе биле у појасу северозападних ветрова и могле су да уђу у Ламанш 6. јула; тамо их је сустигла фрегата капетана Данкана, која је отишла три дана касније; Белинсхаузен му је вратио писма пошто није намеравао да иде у Британију. Дана 17. јула, шљупе усидрене на спољном налету Копенхагена чекале су јутро, а ујутру су купиле свежу говедину и зеље, а затим кренуле даље уз јак ветар. 24. јула 1821. експедиција је салутирала Кронштат, одсуствујући 751 дан. 
Цар је лично посетио бродове у Кронштату и провео неколико сати са посадом. Белингсхаусен је постављен за captain-commodore, Орденом Светог Владимира III степена, пензија 1200 рубаља, и кирија у Губернији Курландији у износу од 1000 сребрних рубаља. Лазарев је унапређен у капетана 2. реда. Такође, држава му је стално исплаћивала доживотну надницу за чин потпоручника, у којем је био током експедиције.  Поручници на „Востоку“ и „Мирном“ одликовани су орденом Светог Владимира 4. степена, а везисти – Орденом Свете Ане 3. степена. Свим учесницима експедиције, укључујући ниже чинове, додељена је дупла плата за време активне службе. Дан проведен у експедицији рачунао се за два, а нижи чинови су добили 3 додатне године дуге и заслужне службе.  Јеромонах Дионисије добио је дуплу потпоручничку плату и доживотну пензију, коју није имао времена да искористи – упокојио се у Александро-Невској лаври 9. октобра 1821. године  Јануара 1822. Иван Игњатијев, који је служио као поручник на „Востоку”, умро је од душевне болести која је, према Лазареву, настала током експедиције. 

## Резултати

### Географска открића
У децембру 1819, Белинсхаузен је открио југозападну обалу острва Јужна Џорџија. Мапа острва, смештена на 5. страни „Атласа до путовања”, остала је најбоља више од једног века.  Касније је експедиција открила острво Аненков. Неки научници закључују да је Џејмс Кук већ пронашао ово острво и назвао га „Пикерсгил“, али Белинсхаузен није знао за њега и преименовао је земљу у част поручника Аненкова. Булкелеи је упоредио енглеску и руску мапу и дошао до закључка да је Белинсхаузен имао опис другог Куковог путовања и пронашао острво „Пикерсгил“ где је оно већ било описано. Тако је острво Аненков остало незапажено међу Британцима. У јануару 1820, експедиција је открила острва Траверсеј, која нису била описана пре Белинсхаузенове експедиције; дакле, руски ауторитет у овој области је неоспоран. Морнари на „Мирном“ и „Востоку“ завршили су описе Јужне Џорџије и Јужних Сендвичких острва које је Кук посматрао само са западне стране и сугерисао да они чине субарктички архипелаг. 

### Истраживачка организација
Према историчарима, мали број научног особља је несумњиво утицао на резултате и исходе експедиције.  Булкелеи је нагласио велики контраст са Kotzebue's circumnavigation који је спроведен само четири године раније и био је спонзорисан приватним средствима. У посади Коцебуа била су четири научника за које је припремљен проширени научни програм. Ако су на „Рјурику“ океанографска посматрања могла да се врше 318 дана заредом, онда је Белинсхаузен морао да се окреће океанографији и метеорологији од случаја до случаја. Спроведени подаци о магнетној деклинацији нису обрађени и нису уврштени у завршни извештај о експедицији; објављена је тек 1840. на захтев Карла Фридриха Гауса . Штавише, већину времена које је потрошио на научна посматрања, Симонов је посветио дуготрајном процесу усаглашавања бродских хронометара. Овим прорачунима је посвећено 70 од 155 страница Симоновљевог научног извештаја, што је чинило 40% од укупног обима.  Помирење хронометара обављено је у Рију, током боравка у Сиднеју и Куковом мореузу .  Само током другог боравка у Рију, посада је успела да измери 2320 лунарних удаљености ; осим тога, ове податке ипак треба обрадити пре израчунавања величине корекције и дневног кретања хронометра. Симонов је вршио посматрања и на отвореном мору: 29. и 30. октобра и 1. новембра 1819. измерено је 410 лунарних удаљености. 18. марта 1820. извршено је инструментално посматрање помрачења Месеца.
Према речима Лева Митина, Симонов се бавио и метеорологијом. Дефинишући дневни ток атмосферског притиска у тропским географским ширинама, урадио је 4316 мерења на сат.  Током експедиције, узорци воде узимани су из дубине применом примитивног батометра направљеног бродским средствима; вршени су експерименти са спуштањем боце на дубину; клиренс од воде дефинисан је спуштањем беле плоче на дубину; где је олово дозвољавало, посада је мерила дубине (вероватно до 500 метара); било је покушаја мерења дубинске температуре воде; научници су проучавали структуру морског леда и замрзавање воде различитог салинитета; био је први покушај да се дефинише магнетна девијација компаса у различитим правцима.  Магнетна мерења која је спровео Симонов објавио је 1830. године у „ Kazansky vestnik ". Карл Гаус је обратио пажњу на овај чланак и касније га превео на немачки. Преко Крузенштерна, Гаус је 1840. године затражио од Белинсхаусена све податке о магнетној деклинацији које је посада спровела током експедиције. Ови материјали су омогућили Гаусу да израчуна тачан положај Јужног магнетног пола, што је касније потврдила Росова експедиција.
Симонов је такође спровео посматрања антарктичких ледених штитова; међутим, В. Корјакин није ценио његову стручност у овој области. С једне стране, астроном је сугерисао да је „Јужни пол прекривен оштром и непробојном кором леда, чија дебљина, судећи по надморској висини изнад површине океана, може да се протеже до 300 хвати, рачунајући од најнижег нивоа на дубини мора, до врха“. Заиста, маргинални, периферни део антарктичког леденог покривача има приближну висину од 600 метара.  Међутим, судећи по белешкама из јануара–фебруара 1820. године, „истраживачки квалитети су одбили Симонова да протумачи оно што је видео, а разне врсте леда, које су се разликовале и по облику и по пореклу, остале су за њега само лед“. Корјакин је чак сугерисао да је у извесној мери одсуство небеских светиљки током поноћног сунца утицало на Симоновљеву перцепцију света. Закључци Симонова су сагласни са запажањима официра Белингхаусена, Лазарева, Новосилског и морнара Киселева.  Новосилски и Белинсхаузен су чак предложили сопствене класификације антарктичких ледених штитова. На извештају експедиције, свака врста леда је означена конвенционалним знацима.
Осим тога, Симонов је водио етнографска посматрања. Више од 37 предмета са океанских острва чува се у Етнографском музеју Казанског федералног универзитета. Колекција обухвата алате, оружје, кућни прибор, накит, као и узорке тапа тканине и платна са острва Оно и Новог Зеланда. 
Белов је 1963. приметио неслагање између обима достигнућа експедиције и броја публикација које су уследиле о њеним резултатима.  Слажући се са Беловим, Булкелеи је закључио да научни рад у Белинсхаузеновој експедицији није био добро осмишљен, опремљен и финансиран, што је последично утицало на недостатак довољних публикација о тој теми.

## Историографија

### Извори и историографија
До 1824, Белинсхаузен је завршио свој опис експедиције; рукопис од десет страница је предат Адмиралитетском одељењу. Након крунисања руског Николаја I, Белинсхаузен је поднео захтев за издвајање новца за објављивање 1200 примерака књиге. Међутим, његов захтев је игнорисан. Тек 1827. новоосновани Navy Science and Technology Committee ( Loggin Golenischev-Kutuzov је био на њеном челу) подржао је Белингсхаусенов захтев да се објави најмање 600 узорака. Циљ је био да се радови објаве и да се спречи ситуација „када би Белинсхаузенова открића (нове земље, острва, језера и тако даље) због непознатости служила на част страним морепловцима, а не нашој”. У време када је одлука донета, Белинсхаузен је учествовао у руско-турском рату на Дунаву . Одговорни за објављивање, мењали су текст како су хтели; то је довело до оштрих критика Лазарева.  Трошкови издавања износили су 38052 рубље (отприлике 4000 фунти стерлинга), а приход од књига требало је да буде послат у Белинсхаузен.  Опис путовања (2 тома са атласом карата и узорака) објављен је 1831. године под насловом „Путовање капетана Белингсхаузена по јужном Арктичком океану  око света у наставку 1819, 1820. и 1821. године“ ( Russian. Ово издање остаје примарни извор о резултатима прве руске антарктичке експедиције јер оригинални рукопис није сачуван. Књига је брзо постала библиографска реткост. На пример, Август Хајнрих Петерман је 1863. године успео да пронађе један дублет узорак који се чувао у библиотеци руског великог кнеза Константина Николајевича. Део званичне преписке између Белингхаусена и министра поморских снага објављен је 1821–1823 у часописима „ Син отечества “ и „Записках Адмиралтејского департамента“.
Поред објављених и необјављених Белинсхаузенових докумената, важне информације чувају се у материјалима експедиционог астронома Симонова. Послао га је са Казанског универзитета, био је дужан да о експедицији обавести school district trustee Mikhail Magnitsky . Део званичне преписке и Симоновљевог „Кратког извештаја“ ( Russian   ) објавио је 1822. године „Казански вестник”. Током своје научне каријере, Симонов се стално враћао својим експедицијским материјалима; међутим, никада није завршио њен пун опис за ширу публику – његов текст „Восток“ и „Мирни““ прекида се приликом друге посете Аустралији. Симонов је своју причу засновао на објављеном тексту „Двукратние изисканија“, допунивши је изводима из своје преписке и дневника. Син Симонов је 1903. године дао Казанском универзитету 300 путних бележака и укоричених писама свог оца; међутим, дневник је изгубљен.  Тек 1990. специјалисти USSR Black Sea Fleet и Казањски универзитет објавили су Симоновљеве материјале о његовом учешћу у експедицији. Свеска је укључивала његов скупштински говор  из 1822. „Реч Russian  пловидбе чаура „Восток“ и „Мурни“ широм света и посебно у Јужном океану 1819, 1820, 1821. године  ) (први пут је поново штампан 1949. заједно са Кисељевим дневником), а такође и белешке Симонова „Восток“ и „Мирни““ из Рукописног одељења Научне библиотеке Казанског универзитета. Локација Симоновљевог научног извештаја остаје непозната.  У рукописном одељењу Руске државне библиотеке налази се значајан дневник који је његов аутор назвао  Споменик припада морнару 1. чланка Јегору Russian  ).  Продата је једном од јарославских букиниста и чудом сачувана. Дневник је објављен 1949. 
Атлас путовања укључивао је 19 мапа, 13 различитих типова острва, 2 ледена острва и 30 различитих цртежа.  Године 1949. у колекцији Државног историјског музеја откривен је оригинални албум за скице Павла Михајлова. Састојао се од 47 страница, где је аутор приказао типове острва, пејзаже, портрете локалног становништва. С обзиром на то да на броду није било природњака, Михајлов се трудио да дочара узорке флоре и фауне, фиксирајући свако перо на птицама или рибљим пахуљицама.  Руски музеј у Санкт Петербургу је 2012. године објавио двојезично (руско и енглеско) издање репродукција 209 акварела и цртежа Михаилова који се односе и на експедицију Белинсхаусена и Лазарева и на експедицију Mikhail Staniukovich и Фридриха фон Литкеа који је имао за циљ да открије обале Беринговог мора и централног дела Тихог океана 1826–1829.  Према Булклију, који је био аутор првог генеричког истраживања на енглеском језику о Белинсхаузену, руска антарктичка експедиција је била „у информационом вакууму“.  Тек 1928. Јули Шокалски је поново анализирао извештај шефа експедиције.  Друго издање „Двукратних изисканија“ изашло је тек 1949. године у редакцији Евгенија Сјведеа; међутим, свеска је била скраћена; издање из 1960. је такође скраћено, али је природа изузећа била другачија. Године 1963. Михаил Белов је први пут штампао извештај о експедицији, који се састојао од 15 листова. У предговору ове публикације је наведено да ни Белинсхаузенов коначни извештај Министарству поморских снага, нити његов првобитни извештај, никада нису објављени.  Булкелеи је 2014. године приметио да је без икаквог посебног разлога историографско интересовање за експедицију смањено. Генерализоване публикације о току и резултатима експедиције су престале да се издају, а совјетски и западни истраживачи су се фокусирали на приватне аспекте руских посета Аустралији и океанским острвима. Године 1988–1992. Барат ( Универзитет Британске Колумбије) је објавио 4-томну монографију „Русија и јужни Пацифик, 1696–1840“. 
Први пут „Двукратние изисканија“ је на енглески 1945. године преведена од стране чувеног британског поларног истраживача Френка Дебенхама и објављена је у два тома у издавачкој кући Хаклујт Социети. Године 2010. изашло је факсимилно издање.  2008. године издавачка кућа „ Drofa “ објавио је низ извора о руској антарктичкој експедицији. Поред Белингхаузенове „Двукратние изисканије“, сажетак издања укључивао је Лазарево писмо упућено Н. Шестакову, дневник морнара Кисељева, скраћене белешке Симонова и његову „Слово о успеху“ ( Russian   ), а такође и „Из белешки маринског официра“ ( Russian   ) од Новосилског. Булкелеи је објавио осврт на овај сажетак у којем је критиковао његов концепт – био је само понављање совјетских публикација и није имао никакво ново критичко становиште. Булкелеи је указао и на многа ограничења публикације, као што су недостатак биографија Белингаузена и Лазарева, збирне мапе експедиције, поновног бројања датума по јулијанском календару и застарелих мера, научне библиографије и других ствари). Тако ни у 21. веку нема објављеног савременог научног свеска са примарним изворима о експедицији Белинсхаузена и Лазарева. 

### Тумачење извора
Укупно, постоји шест различитих описа путовања и најважнијих открића, чији су аутори били учесници експедиције и очевици догађаја. Дуго су у статусу рукописа остали извештај који је Белинсхаузен 1820. године послао Траверсеју из Аустралије, Лазарево приватно писмо које је написано два месеца по повратку у отаџбину и дневник морнара Кисељева који је био испуњен значајним прекидима. Симоновљев дневник запажања који је приказао догађаје од 11. (23.) децембра 1819. до 25. марта (6. априла) 1820. је одмах објављен – у погледу детаља, са његовим каснијим ревидираним описима не може се поредити. Са поприличним закашњењем објављена је Белинсхаусенова књига. Опис експедиције Новосилског изашао је 32 године након њеног завршетка. Према Булкелеију, ниједан од објављених радова не може се сматрати довољно поузданим за обнављање датирања експедиције. На пример, Киселев дневник наводи да се судар „Мирног“ и леденог брега догодио недељу дана касније него у белешкама Лазарева и Белинсхаузена. По свој прилици, морнар је свој дневник попуњавао са закашњењем, што је сасвим прихватљиво, с обзиром на услове живота и рада обичних чланова експедиције.  Ако се узму у обзир описи догађаја из јануара 1820. године, онда су од шест извора само четири конзистентна. Међутим, судећи по Лазаревом дневнику, посматрање главног леда догодило се двадесетак дана раније од Белинсхаузена, приметио је Новосилски.  Истовремено, у Лазаревом писму постоји веома упадљива грешка. Тврдио је да у првој сезони експедиције није било ни једног губитка, док су три особе умрле у трећој и последњој сезони. Према званичном извештају о особљу експедиције који је састављен по повратку посаде у Кронштат, један морнар је преминуо од болести 9 (21) фебруара 1820, док су друга два умрла на „Востоку” 11 (23) маја и 20 августа (11 септембра) 1820. Лазарев је писао и о грешкама у навигацији Коцебуа, док савремена координатна мерења потврђују податке Коцебуа и Белинсхаусена. Исти аутор је био склон и да нејасно говори о времену појединих догађаја. Уопште, Лазареве белешке се не могу сматрати сасвим поузданим извором. 
И за руске и за стране научнике, један од најизазовнијих термина за тумачење је фраза „материј лед” или „тврд лед” ( Russian   ) који су Лазарев и Белинсхаузен користили у својим описима. У совјетској литератури после 1949. године, термин је тумачен као „ледени континент”. Штавише, у свом извештају Траверсеју из Аустралије у априлу 1820, Белинсхаузен је користио термин „материк л'да” или „континент леда” ( Russian   ). Тамиксаар је тврдио да ако би навигатори посматрали полицу леда, не би могли да је разумеју и упореде ни са чим, пошто се Џејмс Кук никада није суочио са сличним феноменима током своје антарктичке експедиције, док су се стварни јужнополарни глечери веома разликовали од спекулативне хипотезе Жоржа-Луја Буфона са којом су били упознати и Симонов Белинг. Направљен по Белинсхаузеновом леденом опису, његови савременици тешко да су могли адекватно да схвате.  Према Корјакину, многи одломци из извештаја који је Белинсхаузен послао Траверсеју били су много разумљивији од текстова из издања из 1831. године које је било подвргнуто књижевној редакцији.  У немачкој верзији описа експедиције из 1842.  тумач је прескочио све описе ледених услова, док је у енглеском преводу из 1915. фраза „материи лед“ преведена као високи ледени брегови или матичне санте леда,  за разлику од термина Вилкес ( ивица од континенталног дела ) или Росенентал ице ).  У својој књизи, Булкелеи је користио појам "главног леда" који је први увео Џон Рос и враћајући се на Бафонову и Скорсбијеву терминологију.  Булкелеи је такође тврдио да је Симонов знао за Буфонову хипотезу,  међутим, док је пловио антарктичким водама, лед га није занимао.  Након што је упоредио закључке Симонова са изјавама других официра, па чак и морнара, Тамиксаар је довео у питање стварни статус астронома у експедицији. Можда га официри никада нису примили у свој круг, а није имао ни право гласа током општих расправа у хаосу. Сходно томе, његове сопствене идеје нису наишле на одговор других чланова експедиције.  Према Тамиксару, ни Белинсхаузен, ни Лазарев и Новосилски нису користили термин "копно" за означавање континента, већ су га користили за истицање неограничено велике површине покривене ледом; укључујући ледене планине. 

### Питање приоритета у откривању Антарктика

#### Пре 1948
Иако су били објављени описи експедиције од стране Белингхаусена и извештаји у немачким новинама, питање руског приоритета у откривању Антарктика није се постављало све до прве трећине 20. века. Само је Новосилски, када је 1855. изабран за члана Руског географског друштва, тврдио да је руски приоритет у откривању Антарктика. То је изазвало оштру критику председника Друштва Фридриха фон Литкеа који је истакао да експедиција нема научника, а после свих европских открића, научно интересовање за Белинсаузенову заоставштину се смањило. Руски океанограф Јулиј Шокалски је делио исто мишљење: да Белинсхаусенова експедиција није довела до открића Антарктика и није била подстицај за разумевање овог континента. 
До почетка 20. века, прва руска антарктичка експедиција била је скоро заборављена. По повратку са белгијске антарктичке експедиције, навигатор Фредерик Кук направио је један од првих покушаја да оживи сећање на путовање Белинсхаузена. У свом чланку који је објављен 1901. године амерички морепловац је поменуо да су „Белингсхаузен и Лазарев почастили своју земљу првим открићима иза Антарктичког круга“.  Међутим, у то време јужни континент није био комерцијално атрактиван, па је питање приоритета остало да се расправља само у академским круговима.  Прве публикације о Антарктику појавиле су се у Совјетском Савезу у време „ Велике чистке “, па су се чак и високо рангирани поларни истраживачи, као што је Николај Урванцев, радије концентрисали на описивање совјетског успеха на Антарктику. У предговору првом издању књиге Дагласа Мосона „В стране пурги“ ( Главна дирекција издавачке куће Северног морског пута, 1936) наведено је да су откриће Антарктика извршили Жил Димон д'Урвил, Џејмс Кларк Рос и Чарлс Вилкс, док су Лазарев Белингс доспели само до поларних вода. 
С друге стране, 20-их година 20. века Велика Британија и САД су почеле да настоје да докажу свој приоритет у откривању Антарктика. Према Тамиксару, за Британију, са својим империјалним статусом, било је немогуће да се не сматра силом која је открила континент ( Шпанија је открила Америку, а Холандија – Аустралију). Током 1900-1910-их, Британци су највише учинили на проучавању унутрашњих антарктичких подручја. Чарлс Вилкс се такође прогласио открићем јужног континента, што су оспорили и критиковали Думон д'Урвил и Рос. Године 1902. објављена је верзија да би Натанијел Палмер могао бити први који је видео обалу Антарктика 17. новембра 1820. године. Године 1925. био је покушај да се откриће Антарктика припише Едварду Брансфилду. Током америчко-британских дискусија 1920-1930-их, није се постављало питање о улози Руса.  У исто време, када је Хјалмар Ризер-Ларсен 1830. открио обалу принцезе Марте коју су у почетку описали Белинсхаузен и Лазарев, нико се није сетио експедиције. 
У вези са норвешком анексијом острва Петар I и предлозима Сједињених Држава о колективном суверенитету над целим континентом 1930-их и 1940-их, избила је дебата о предности Белинсхаусена и Лазарева у откривању Антарктичког континента. Овај сукоб добија „хиперполитички“ карактер (по схватању историчара Erki Tammiksaar ) током Хладног рата .  Као резултат тога, чак иу 21. веку, представници руске, британске и америчке историографије говорили су и за и против Белинсхаузеновог приоритета. Све чешће се у литератури могу наћи изјаве да су у периоду између 1819. и 1821. Белинсхаузен, Едвард Брансфилд и Натанијел Палмер истовремено открили Антарктик. Беллингсхаусен је упознао Палмера на Јужним Шетландским острвима и чак га је позвао на брод Восток.

#### После 1948
Деветог августа 1948. расправа о улози Русије у откривању Антарктика прешла је у политичку димензију. Тог дана САД су званично позвале земље које претендују на антарктичке територије ( Аргентина, Аустралија, Чиле, Француска, Нови Зеланд, Норвешка и Британија) да се уједине и створе кондоминијум осам сила. Совјетски интереси нису узети у обзир. 29. јануара 1949. Централни комитет Комунистичке партије Совјетског Савеза одлучио је да привуче међународну пажњу на совјетске претензије на антарктичке територије. 10. фебруара 1949. Руско географско друштво је одржало састанак на коме је председник Друштва Лев Берг прочитао извештај. Следећа резолуција, заснована на његовом говору, била је веома дискретна. У њему се наводи да су руски морнари управо „1821. године открили острво Петра I, острво Александра, острва Траверсеј и друга“. Тако се поставило питање совјетског развоја Антарктика и научних истраживања о открићу леденог континента.  
Проширени енглески превод Белинсхаузеновог описа експедиције објављен је 1946. године, а уредио га је Франк Дебенхам – директор Скот поларног истраживачког института. Почевши од 1920-их, Дебенхам је истраживао руски утицај на откриће Антарктика. Научник је заузео објективан став и веома је похвалио квалитете руских официра у посматрању и истраживању. Према Тамиксару, захваљујући Дебенхамовим уредничким белешкама, совјетски истраживачи су били у могућности да детаљније истраже Белинсхаузенова открића. Коментаришући белешке од 16. (28.) јануара 1820. године, Дебенхам је напоменуо да се „овај дан може сматрати неуспешним за експедицију“ јер се пловила нису налазила даље од 20 миља од обале принцезе Марте. Неколико сати лепог времена могло је да доведе до његовог открића 110 година раније него што су то урадили Норвежани. 
Године 1947. Евгениј Сјведе је објавио рецензију о преводу књиге, а касније је одиграо велику улогу у совјетским дискусијама 1949. Сјведе и Берг су истакли тврдње Џејмса Кука о немогућности достизања крајњих јужних географских ширина и да хипотетички јужни континент никада неће бити откривен. Предговор „Двукратних изисканија“ који је објављен 1949. садржао је отворене политичке оптужбе. Сјведе се осврнуо и на запажања совјетских ловаца на китове на флотили „ Slava ”, упарујући их са белешкама Белинсхаузена, Лазарева и Новосилског  
Године 1961–1963, познати историчар поларних експедиција Mikhail Belov објавио је серију студија о извештају Белинсхаузена. Тако је ослобођен нови примарни извор који је доказао руски приоритет над антарктичким земљама. Карту су вероватно направили официри експедиције за извештај Траверсеју, или чак Александру I. Током 1980-1990-их, аргументацију Белова прихватили су страни стручњаци.  Мапа је имала 15 страница и имала је обојене напомене о различитим условима леда.  Према речима Белова, сваки пут када је Белинсхаузен употребио фразу „сплошни води“, то је заправо значило да се експедиција суочава не са обичним леденим пољима, већ са обалама антарктичког континента.  Како је Булкелеи израчунао, Белинсхаузен је описао састанке са „сплошним вођама“ 12 пута, користећи овај термин 16 пута у извештајима и око 33 пута у својој књизи. Према Беловим речима, експедиција је истовремено отворила континент и спровела проширена истраживања на њему.  Беловљеви закључци поновљени су у књизи Алексеја Трјошњикова  и у истраживању Vasilii Yesakov и Dmitrii Lebedev „Руска географска открића и студије од античких времена до 1917. године“ ( Russian   ) где су аутори репродуковали мапу „ледене обале“ и класификацију леда коју је саставио Новосилски. 
Ова тачка гледишта постала је конвенционална у совјетској и руској историографији. У "Очерки по истории географических откритии" ( Russian   ) од Iosif Magidovich и Vadim Magidovich аутори су тврдили (позивајући се на писмо Лазарева) да су у јануару 1820. „Руси решили проблем који је Џејмс Кук сматрао немогућим“, и дошли на мање од 3 километра до Шор принцезе Марте. Сходно томе, извештајна мапа је илустровала ледени појас који је 1960. године добио име по Лазареву.  Описујући запажања од 15. јануара 1821. године, Јосиф и Вадим Магидович су тврдили да су совјетски научници шездесетих година 20. века доказали право Белинсхаузена на откриће Антарктика пошто је земља Александра I коју је открио повезана са антарктичким полуострвом Џорџа VI. Након њиховог тумачења, Белинсхаусенова експедиција је стигла до обала Антарктика девет пута, четири пута близу 13–15 km од континента. 

#### У 21. веку
У савременој историографији, фундаментална истраживања догађаја Белинсхаузенове и Лазареве експедиције и њихове интерпретације у руској и совјетској науци спроводе Тамиксаар ( Естонија), Булкли (Велика Британија) и Овлашченко ( Летонија).  Булкелеи је 2014. објавио прву књигу на енглеском језику о експедицији, у којој је на крају навео да је експедиција била лоше припремљена. Такође је тврдио да Белинсхаузен није био први који је посматрао ледене полице Антарктика. Раније, 2013. године, објавио је своје закључке у часопису Voprosy istorii estestvoznaniia i tekhniki на руском језику.
Коментаришући нове доказе, Тамиксаар је напоменуо да је укључивање наслеђа морепловаца из 19. века у геополитичке аргументе „за жаљење“.  Његово сопствено гледиште променило се неколико пута: ако је у чланку за „Енциклопедију Антарктике“ [Енциклопедију о Антарктику] (2007) дефинитивно тврдио да је Белинсхаузенов приоритет у откривању континента,  онда је у свом чланку (2016) о бесприхватној рецепцији дефинисања једног јединог откривача Антарктика пошто су се перцепције географије јужних поларних региона потпуно промениле. Савремене дебате о приоритетима у откривању Антарктика постоје у координатама националних поносних и политичких антагонизама. Овај проблем треба решити аналогијом са Системом уговора о Антарктику.
Овлашченко, који је био специјалиста за адмиралитетско право (придружени члан Балтичке међународне академије, Рига), објавио је три књиге о открићима Антарктика у руској и совјетској историографији у периоду пре 1960-их. Он је доследно критиковао и Булкелеија и Таммиксаара. Булкелеи је негативно оценио своју прву књигу „Континент леда“ ( Russian   ), и зато што је објављена у Академском издаваштву Палмаријум .  И. Ган је такође прегледао, али прилично саосећајно. Један од разлога за оштре критике био је тај што је Овлашченко на основу великог изворног материјала имао за циљ да покаже доследну употребу антарктичког питања у геополитичкој конфронтацији 1940-1950-их и свесно прећуткивање руских права на Антарктик. С друге стране, он је илустровао да су совјетски истраживачи имали изузетно различите визије по том питању.   